# Podróż życia
Podróż życia (ang. Voyage of Life) – czteroczęściowy cykl alegorycznych obrazów olejnych Thomasa Cole’a, namalowany w dwóch seriach w latach 1839–1840 i 1842, przedstawiający życie człowieka począwszy od okresu dziecięcego, poprzez młodość i wiek dojrzały, aż po starość. Zleceniodawcą cyklu był nowojorski bankier i filantrop Samuel Ward. Pierwsza z serii znajduje się obecnie w zbiorach Munson-Williams-Proctor Arts Institute, a druga – w National Gallery of Art.

## Okoliczności powstania
Na początku marca 1839 roku Thomas Cole na zlecenie nowojorskiego bankiera i filantropa Samuela Warda rozpoczął malowanie alegorycznego cyklu złożonego z czterech obrazów, zatytułowanego „Podróż życia”, motyw którego rozważał na jesieni 1836 roku.

Otrzymałem od pana Samuela Warda szczytne zlecenie namalowania serii obrazów, których projekt obmyśliłem kilka lat temu, zatytułowanej „Podróż życia”. Mam szczerą nadzieję, że będę w stanie wykonać tę pracę w sposób stosowny do wielkoduszności pana Warda i zaszczytny dla mnie. Temat jest z gatunku alegorycznych, ale całkowicie czytelny i, jak sądzę, jest w stanie wywrzeć głębokie wrażenie moralne i religijne.

.
We wrześniu 1839 roku wykorzystując szereg wstępnych rysunków ołówkiem i szkiców olejnych Cole rozpoczął malowanie pierwszego obrazu cyklu, zatytułowanego „Dzieciństwo”. Mimo nagłej śmierci zleceniodawcy kilka miesięcy później kontynuował pracę nad obrazem aż do początku 1840 roku. Kiedy płótno było w dużej mierze już gotowe, artysta rozpoczął pracę nad drugim obrazem, zatytułowanym „Młodość”. Latem i jesienią 1840 roku namalował trzeci obraz, „Dojrzałość”, a po nim ostatni – „Starość”. Pojawiły się jednak trudności ze spadkobiercami Warda. Ponieważ sprzeciwili się oni wystawieniu cyklu na widok publiczny, Cole postanowił sporządzić jego duplikat. Namalował go w Rzymie w czasie zimy 1841/1842. Cykl ten był wystawiany w latach 1843–1844 w Nowym Jorku, Bostonie, Filadelfii i innych miastach. Otrzymał wiele przychylnych opinii po tym jak James Smillie sporządził ryciny na jego podstawie i rozpowszechnił je. Drugi cykl stanowi obecnie własność National Gallery of Art w Waszyngtonie.

## Opis
Thomas Cole uważał, że malarstwo pejzażowe jest w stanie przekazywać wartości moralne i religijne. Mimo że osiągnął znaczny sukces dzięki przedstawieniom amerykańskiej scenerii, jego większą ambicją był przekaz słowa Bożego za pośrednictwem wysublimowanych pejzaży.

... chciał [on] by jego płótna w tym samym momencie mówiły wymownym językiem Boga i człowieka, i życia ludzkiego.

Alegoryczny, czteroczęściowy cykl Cole’a „Podróż życia” nie był jego pierwszą pracą o charakterze światopoglądowym. Po podróży do Europy, gdzie studiował brytyjskie malarstwo historyczne i dzieła dawnych mistrzów, Cole powrócił do Nowego Jorku i namalował duże płótno Anioł objawiający się pasterzom (1833–34) oraz złożony z pięciu obrazów cykl Dzieje imperium (1833–36). Choć obrazy te przyciągały powszechną uwagę i zdobywały pochlebne recenzje, Cole obawiał się, że ich przesłanie nie było czytelne dla widzów. Żeby uczynić przesłanie moralne i religijne bardziej czytelnym, dokonał w Podróży życia kilku zmian. W przeciwieństwie do wielkich, panoramicznych scen natury i architektury w Dziejach imperium, pełnych detali i wydarzeń, namalował Podróż życia w uproszczonym stylu. Swoją narrację skupił na przebiegu życiowej drogi jednego człowieka, w przeciwieństwie do skomplikowanego wzrostu i upadku narodu. Dla potrzeb interpretacji symbolicznej metaforyki cyklu napisał teksty objaśniające, dołączone do każdego obrazu. Temat cyklu został ujęty w czterech obrazach przedstawiających kolejno okres dzieciństwa, młodości, wieku dojrzałego i starości.

### 1. Dzieciństwo

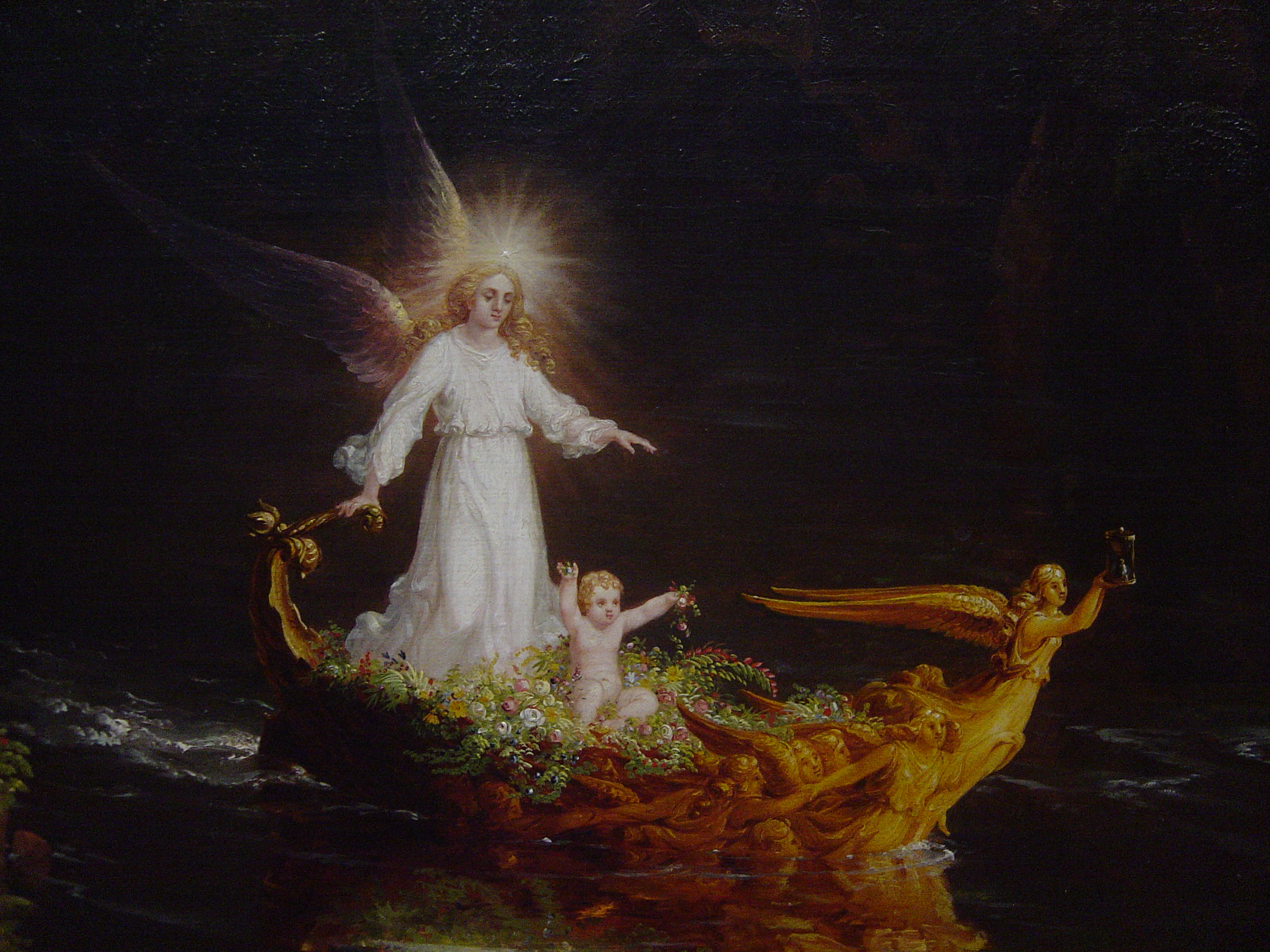
Anioł Stróż, towarzyszący podróżnikowi na kolejnych etapach jego życia

Na pierwszym planie widoczny jest strumień wypływający z głębokiej jaskini, znajdującej się w zboczu skalistej i stromej góry, której wierzchołek ginie w chmurach. Z wnętrza jaskini wypływa ozdobiona pąkami i kwiatami łódź, której złoty dziób i boki są pokryte rzeźbami Hor. Sterowana przez anioła łódź wiezie podróżnika, którym jest małe, uśmiechnięte dziecko. Oba brzegi strumienia porasta bujna roślinność i kwiaty. Wschodzące słońce spowija góry i ukwiecone brzegi różowym światłem. Ciemna jaskinia symbolizuje ziemskie pochodzenie człowieka i jego tajemniczą przeszłość. Łódź z Horami, uosabiająca ludzkie myśli związane z podrożą w dół strumienia życia, stanowi motyw rozpoznawczy każdego obrazu cyklu. Różowe światło poranka, bujne kwiaty i rośliny są symbolami radości w początkowym okresie życia. Bliskie brzegi i ograniczony rozmiar przedstawionej scenerii, wskazują na ograniczoność doświadczeń okresu dziecięcego oraz na charakter jego upodobań i pragnień. Symboliczny dla ludzkiego życia jest egipski lotos na pierwszym planie. Wesołość i zdziwienie to emocje charakterystyczne dla okresu dzieciństwa.

### 2. Młodość
Strumień płynie teraz przez krajobraz obejmujący większą przestrzeń i odznaczający się bardziej zróżnicowaną urodą. Wyłaniające się z bujnej roślinności drzewa przesłaniają brzegi strumienia, a zielone wzgórza tworzą podstawę wysokich gór. Małe dziecko z poprzedniego obrazu stało się młodzieńcem, stojącym u progu dojrzałości. Podróżnik jest teraz sam w łodzi i przejął jej stery. Pełen niecierpliwych oczekiwań spogląda na spowity obłokami obiekt architektoniczny – zbudowany w powietrzu zamek, którego kopuły wznoszą się, jedna nad drugą, na odległym nieboskłonie. Stojący na brzegu strumienia Anioł Stróż, z poważnym, ale życzliwym wyrazem twarzy wydaje się życzyć podróżnikowi szczęścia. Malowniczy strumień płynie w kierunku niebiańskiego pałacu, jednak w pewnym momencie nagle skręca i tylko prześwituje pomiędzy drzewami wpadając w końcu do skalistego wąwozu, w którym znajdzie się podróżnik na następnym obrazie. Na odległych wzgórzach, które wydają się zawracać strumień z jego dotychczas prostego biegu, widać niewyraźną ścieżkę zmierzającą wprost ku podniebnej budowli, będącej celem i pragnieniem podróżnika. Sceneria obrazu – jasny strumień, wyniosłe drzewa, wysokie góry, niezmierzona odległość i przejrzysta atmosfera – kształtują romantyczne piękno młodzieńczych wyobrażeń, kiedy umysł podnosi to, co mierne i pospolite do rangi doskonałości, dopóki doświadczenie nie dostarczy wiedzy na temat tego, co jest prawdziwe. Wybudowany w chmurach imponujący pałac, którego wyniosłe kopuły wydają się być ukazane tylko częściowo, stanowi symbol marzeń młodości i jej aspiracji do chwały i sławy, zaś słabo widoczna ścieżka będzie wskazywać młodości, lekkomyślnej w swym porywczym pędzie, że właśnie rozpoczęła swój strumień życia, i że jej teraźniejszość jest niesiona z nieodpartą siłą i z coraz większą szybkością w drodze do wielkiego oceanu Wieczności.

### 3. Dojrzałość
Burza i chmury spowijają surowy i ponury krajobraz. Nagie i groźne urwiska wyrastają z upiornego światła. Wezbrany strumień wpada w dół ciemnego wąwozu. Wirując i pieniąc się w szalonym pędzie zmierza w kierunku oceanu, ledwie widocznego poprzez mgłę i padający deszcz. Burzliwe wody zalewają łódź. Podróżnik jest teraz mężczyzną w średnim wieku; steru łodzi już nie ma, a on sam patrzy błagalnie ku niebu, jakby jedynie pomoc niebios mogła go uratować od otaczających go niebezpieczeństw. Niewzruszony Anioł Stróż siedzi w chmurach obserwując przerażonego podróżnika. W powietrzu unoszą się postacie demonów. Dla okresu dojrzałości charakterystyczne są kłopoty. W dzieciństwie nie ma ciężkich trosk, a w młodości rozpaczliwych myśli. Tak jest tylko wówczas, gdy doświadczenie nauczyło człowieka realiów tego świata. Ciemne tonacje, kolidujące ze sobą detale i powalone przez burzę drzewa nadają obrazowi alegoryczny charakter. Słabo widoczny ocean oznacza kres życia, ku któremu zmierza podróżnik. Postacie demonów symbolizują samobójstwo, pijaństwo i morderstwo, które są pokusami osaczającymi ludzi znajdujących się w skrajnych kłopotach. Skierowane górę, błagalne spojrzenie podróżnika wskazuje na jego zależność od Siły Najwyższej oraz na to, że jego wiara ocali go od zagłady, która wydaje się nieunikniona.

### 4. Starość
Złowieszcze chmury wiszą nad rozległym i północnym Oceanem. Kilka jałowych skał, widocznych poprzez mrok oznacza ostatnie krańce świata. Tworzą one ujście rzeki, a łódź, rozbita przez burze, z połamanymi i zwisającymi postaciami Hor, prześlizguje się po głębokich wodach. Kierowany przez Anioła Stróża, towarzyszącego mu do tej pory jako niewidoczna postać, podróżnik, obecnie starzec, patrzy w górę ku prześwitowi w chmurach, z którego przebija światło chwały, a schodami z obłoków zstępują aniołowie, jakby chcieli powitać go w przystani życia wiecznego. Strumień życia osiągnął już ocean, do którego cały czas zmierzał. Świat na starość jest nieciekawy. Nie ma już na nim żadnej zielonej rzeczy. Połamane i zwisające figury wskazują, że czas prawie dobiegł końca. Łańcuchy cielesnej egzystencji odpadają, a umysł doznaje przebłysków nieśmiertelności. Anioł Stróż, którego obecności aż do tej chwili podróżnik nie był świadom, teraz objawia mu się i z obliczem promieniejącym z radości ukazuje jego zdziwionym oczom sceny, jakich oko śmiertelnika nigdy nie oglądało.

## Przesłanie i interpretacja
Wielkim osiągnięciem cyklu „Podróż życia” była synteza trzech powiązanych ze sobą pomysłów: życia jako pielgrzymki, życia człowieka podzielonego na cztery etapy oraz przebiegu tegoż życia, porównanego metaforycznie do podróży rzeką wijącą się w krajobrazie. Cole wymyślił program, który połączył te trzy uniwersalne tematy w prostych, malarskich terminach. „Podróż życia”, przebiegająca od niewinności dzieciństwa poprzez przypływ nadmiernej pewności siebie, charakterystycznej dla wieku młodzieńczego, perypetie wieku dojrzałego do triumfalnego zbawienia bohatera, wydaje się być nierozerwalnie związana z chrześcijańską doktryną o śmierci i zmartwychwstaniu. Nieustraszony podróżnik Cole’a może być także zinterpretowany jako personifikacja samej Ameryki na młodzieńczym etapie jej rozwoju. Artysta być może wydał złowieszcze ostrzeżenie dla owładniętych gorączkowym poszukiwaniem Boskiego Przeznaczenia oznajmiając, że niepohamowana ekspansja na Zachód oraz industrializacja będą miały tragiczne skutki zarówno dla człowieka, jak i przyrody.